# Туји Грм
Туји Грм (словен. Tuji Grm) је насељено место у општини Љубљана, Средњесловенска регија, Словенија.

## Историја
До територијалне реорганизације у Словенији била је у саставу града Љубљане, односно старе општине Мосте-Поље.

## Становништво
У попису становништва из 2021. године, Туји Грм је имао 85 становника.
| Број становника према пописима | Број становника према пописима | Број становника према пописима | Број становника према пописима |
| ------------------------------ | ------------------------------ | ------------------------------ | ------------------------------ |
| 1991                           | 2002                           | 2011                           | 2021                           |
| 41                             | 57                             | 70                             | 85                             |